# Einbindiger Traubenwickler
Der Einbindige Traubenwickler (Eupoecilia ambiguella) ist ein Schmetterling (Nachtfalter) aus der Familie der Wickler (Tortricidae).

## Merkmale
Der Einbindige Traubenwickler hat einen sechs bis sieben Millimeter großen Körper mit einer Flügelspannweite von 12 bis 14 Millimeter. Die Flügel sind strohgelb mit schwarzbraunem Querband.

## Verbreitung
Der Einbindige Traubenwickler ist in Europa weit verbreitet. Er ist auch in China und Japan anzutreffen.

## Lebensweise

### Flugzeit
Die Flugzeit dauert pro Generation etwa zwei bis fünf Wochen mit deutlichem Flughöhepunkt (im Gegensatz zum Bekreuzten Traubenwickler). Der Flug, die Paarung und Eiablage finden vor allem in den Abendstunden statt.
1. Generation (Heuwurm) Ende April/Anfang Mai
2. Generation (Sauerwurm) Ende Juni/Mitte Juli

### Verhalten
Der Einbindige Traubenwickler ist weniger wärmebedürftig als der Bekreuzte Traubenwickler und kommt auch in nördlichen Weinanbaugebieten vor. 
Er bildet zwei Generationen im Jahr, die nach den Raupen in Heuwurm und Sauerwurm unterschieden werden.
Die Puppen des Traubenwicklers überwintern unter der Borke des Rebstockes oder auf anderen Wirtspflanzen. Aus den Puppen schlüpfen Ende April/Anfang Mai die Tiere der ersten Generation.

## Schadwirkung
Der Einbindige Traubenwickler gilt ebenso wie der Bekreuzte Traubenwickler als Schädling im Weinbau. Die Larven beider Wickler befallen die Blüten und Trauben und mindern dadurch den Ertrag, zumal befallene Trauben anfällig für Grauschimmelfäule (Botrytis cinerea) sind. 
Bekämpft wird der Traubenwickler oft mit präventiv eingesetzten Insektiziden. Alternativ wird die Populationsgröße der Motten mit Pheromonfallen bestimmt, worauf gegebenenfalls Gift gezielt eingesetzt wird. Bei der biologischen Schädlingsbekämpfung setzt man auf die Verwirrmethode, auch Verwirrtechnik genannt, und verschiedene natürliche Feinde.